# August Schrader

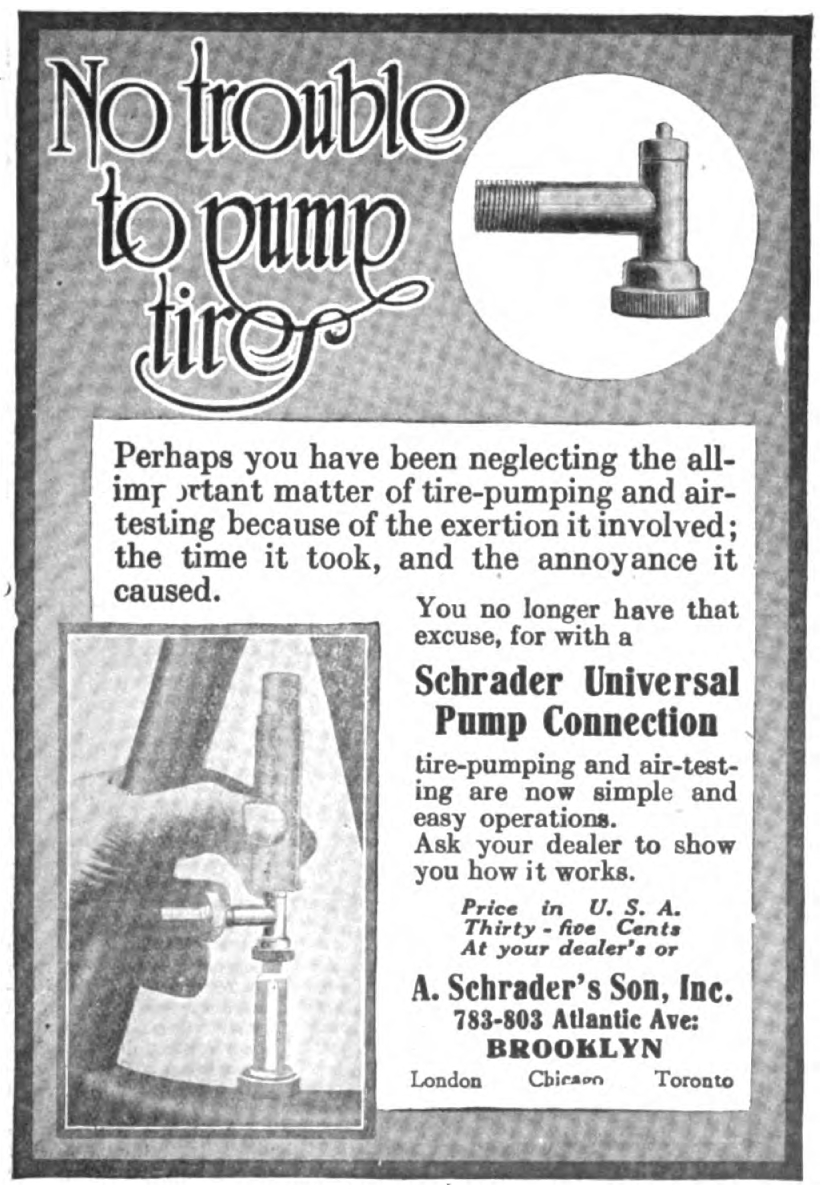
Un anunci de la vàlvula Schrader a la revista Horseless Age, 1918.

August Schrader (1807–1894)va ser un immigrant alemany-nord-americà que tenia una botiga dedicada als productes de cautxú a Manhattan, Ciutat de Nova York, Estats Units. conegut per la vàlvula Schrader, que fou la seva invenció més popular. També va fer aparells de daguerrotip.

## Biografia
La seva botiga original estava ubicada a 115 John Street. El 1845, va començar a subministrar accessoris i vàlvules per productes de cautxú elaborats pels germans Goodyear, incloent coixins d'aire i conservants. Després es va associar amb Christian Baecher, un artesà d'acabats de llautó.
Després de veure treballar als bussejadors, Schrader va intentar millorar les escafandres de busseig. El 1849, va crear una escafandre de coure nova. Més tard, el seu interès dins el busseig el va portar a dissenyar una innovadora bomba d'aire.
Al voltant de 1890, després de rebre els informes sobre l'èxit dels ciclistes anglesos utilitzant pneumàtics, August Schrader va veure la necessitat de dissenyar una vàlvula per als pneumàtics de bicicleta. El 1891 va dissenyar la vàlvula Schrader, que fou la seva invenció més popular i que encara s'utilitza avui dia. Al fill d'August, George, se li acredita generalment el treball experimental que va donar lloc a la creació de la vàlvula Schrader.
El 1896, Schrader va patentar el tap de la vàlvula dels pneumàtics. Poc després, es van introduir vàlvules de pneumàtics per a automòbils.